# アラン・ヒーガー
アラン・ジェイ・ヒーガー（Alan Jay Heeger、1936年1月22日 - ）は、アメリカ合衆国の物理学者。

## 来歴
アイオワ州スーシティに生まれる。ネブラスカ大学で物理学と数学を専攻。1961年にカリフォルニア大学バークレー校で博士号を取得。1962年から1982年までペンシルベニア大学に勤務。1982年からカリフォルニア大学サンタバーバラ校教授。
2000年、「導電性高分子の発見と発展」の業績により、アラン・マクダイアミッド、白川英樹と共同でノーベル化学賞を受賞した。ヒーガーの研究は、Uniax、Konarka、Sirigen など多くの新興企業を設立に導いた。Uniax はヒーガー自身によって創業され、現在はデュポン社に獲得されてデュポン・ディスプレイ社として存続している。神経科学者のデイヴィッド・ヒーガーと免疫学者のピーター・ヒーガーは息子である。

## 受賞歴
- 1982年 アーサー・K・ドーリットル賞（アメリカ化学会）
- 1983年 オリバー・バックリー賞（アメリカ物理学会）
- 1995年 バルザン賞（バルザン財団）
- 2000年 ノーベル化学賞